# Agrilus angulatus
Agrilus angulatus é uma espécie de inseto do género Agrilus, família Buprestidae, ordem Coleoptera.
Foi descrita cientificamente por Fabricius, 1798.